# Kenta
Pour le catcheur japonais, voir Kenta (catch)

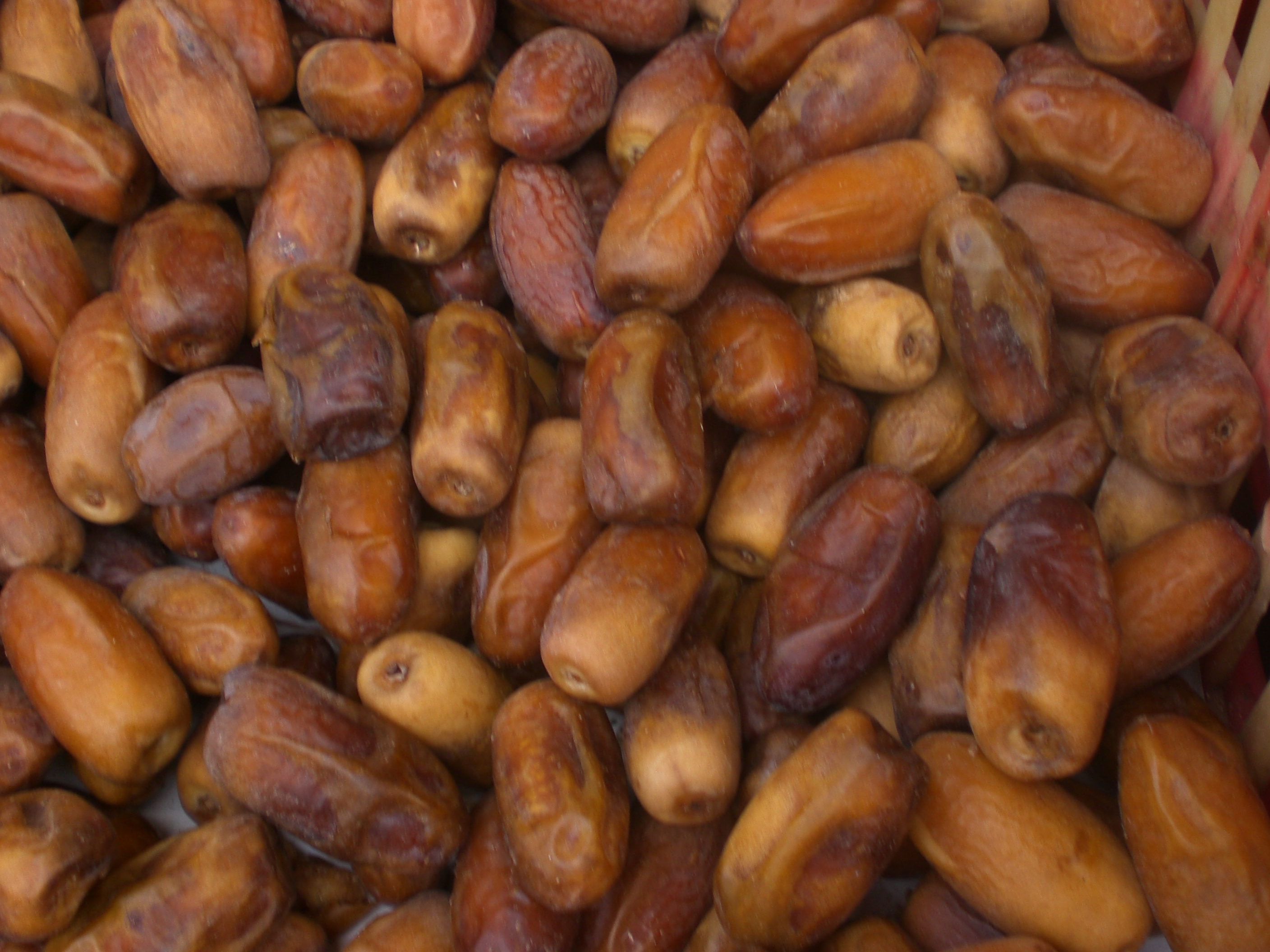
Dattes dites kenta de Tunisie.

La kenta (arabe : كنتة) est une variété de dattes tunisiennes cultivées dans les oasis du gouvernorat de Kébili.

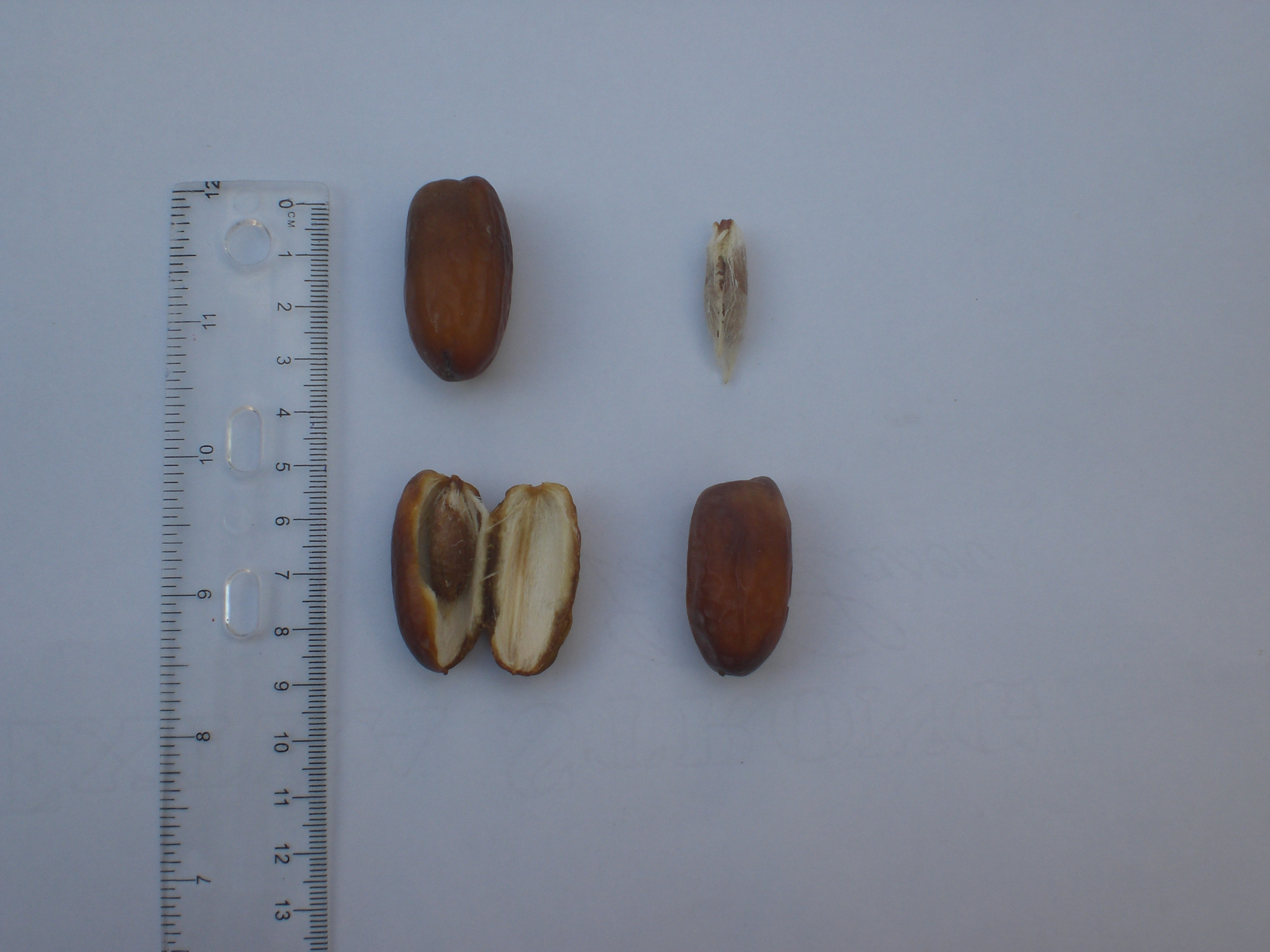
Kenta : dattes et noyau.

Elle est classée parmi les meilleures variétés après la deglet nour et la ftimi ou aligue. Cueillie au mois de septembre, cette datte a une couleur jaunâtre et sa chair est tendre.